# Castelo de Hallier

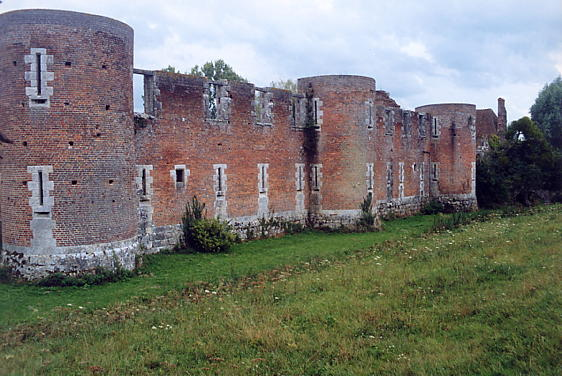
Parede ocidental

O Château du Hallier é um castelo na comuna de Nibelle, no departamento de Loiret, na França.

## História

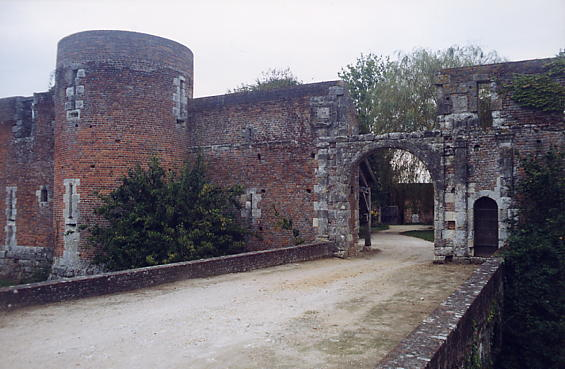
Portão de entrada

A data de construção não é conhecida com precisão. Está registado no século XV em títulos de venda. O castelo foi vendido a Charles de l'Hospital em 1537.
Actualmente o castelo é propriedade privada. Está classificado desde 1967 como monumento histórico pelo Ministério da Cultura da França.